# La isla del tesoro (película de 1920)
La isla del tesoro es una película muda estadounidense de 1920, adaptación de la novela homónima de 1883 de Robert Louis Stevenson, dirigida por Maurice Tourneur, y lanzada por Paramount Pictures. Lon Chaney interpretó dos papeles clave diferentes en esta producción y  Charles Ogle, que había interpretado al monstruo de Frankenstein en la primera versión filmada de Frankenstein diez años antes en Edison Studios, a John Silver el Largo.
El largometraje se considera una película perdida.

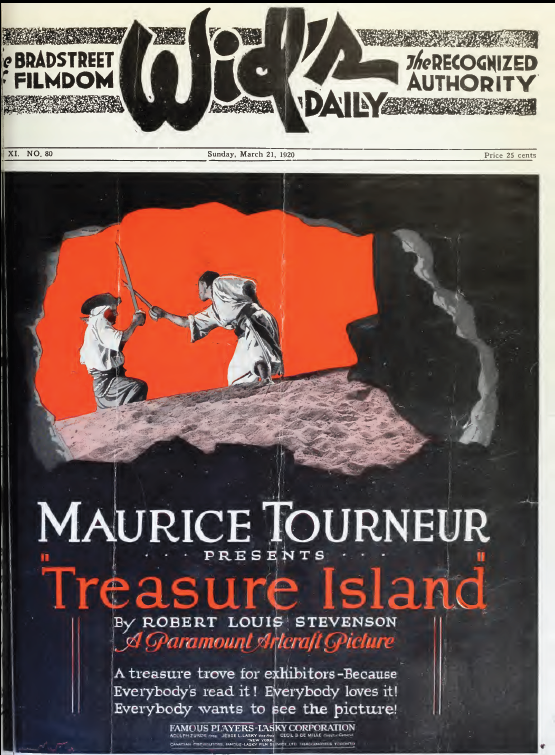
Anuncio en un periódico.

## Reparto
- Shirley Mason como Jim Hawkins
- Lon Chaney como el ciego Pew / Merry
- Charles Ogle como John Silver el Largo
- Josie Melville como Señora Hawkins
- Al W. Filson como Bill Bones
- Wilton Taylor como Perro Negro
- Joseph Singleton como Israel Hands
- Bull Montana como Morgan
- Harry Holden como capitán Smollett
- Sydney Deane como Squire Trelawney
- Charles Hill Mailes como doctor Livesey

## Producción
En septiembre de 1919, los anuncios sobre la próxima película en revistas cinematográficas declararon que Jack Holt interpretaría a Long John Silver y Wallace Beery a Israel Hands, aunque ambos papeles finalmente fueron interpretados por otros actores. Holt y Beery así como Lon Chaney y Bull Montana habían aparecido en la película de Tourneur Victory el año anterior.
Según los informes la película tenía secuencias en color, posiblemente partes particulares pintadas a mano mediante el proceso Handschiegel.
La película se estrenó en Nueva York el 11 de abril de 1920, y algunas fuentes contemporáneas dan esta fecha para el lanzamiento de la película.
Esta película fue la quinta y más elaborada y lujosa adaptación en el cine mudo de la famosa novela con producciones anteriores en 1908, 1911, 1913, y por Fox Film Corporation en 1918. Esta versión fue también la última versión muda de la historia.

## Galería

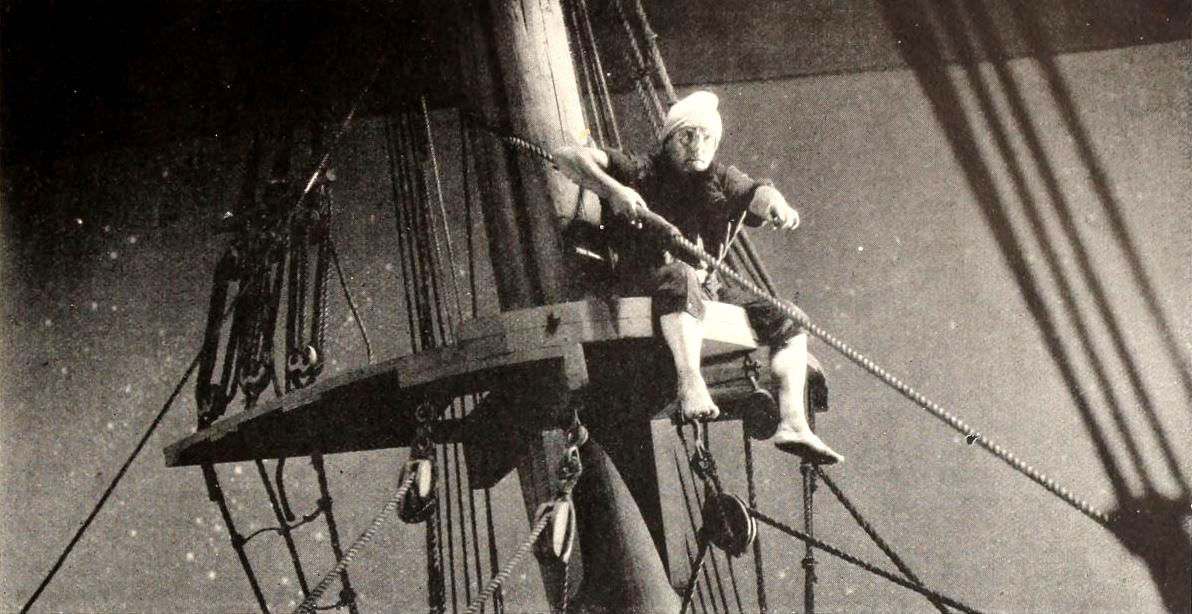
Un pirata vigilando.
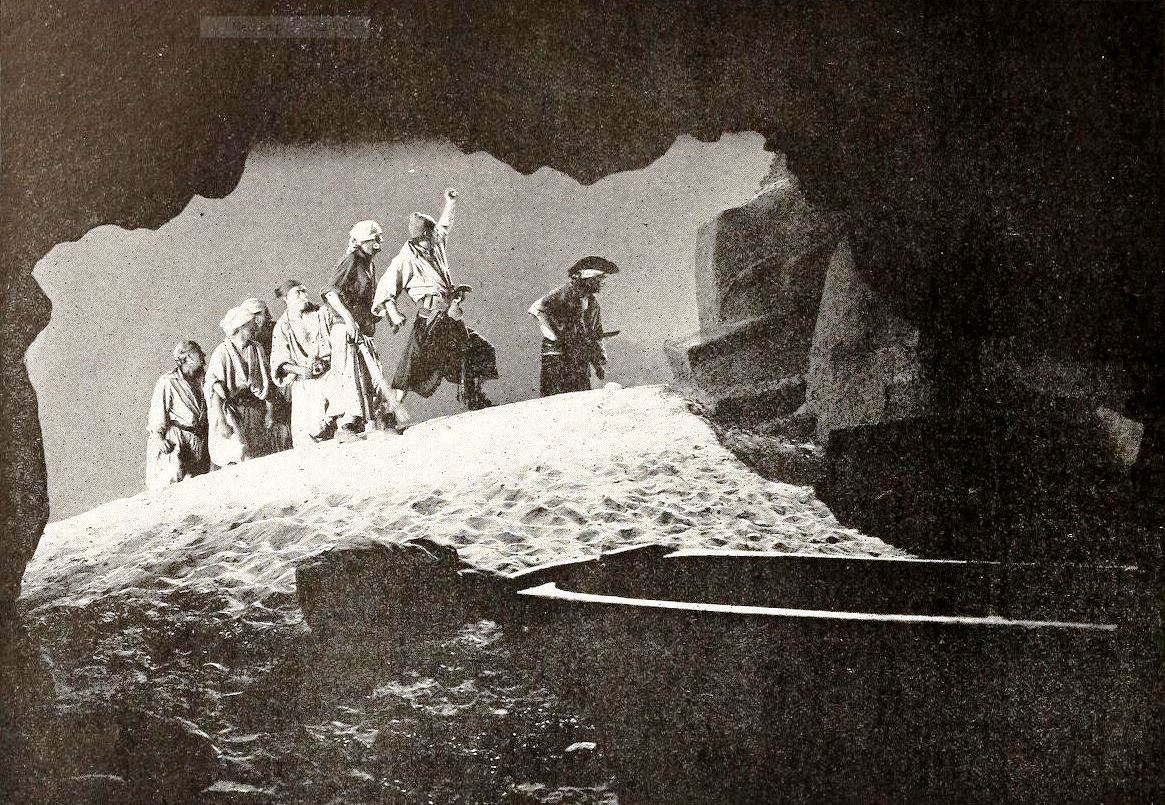
Piratas en la boca de una cueva en la isla.
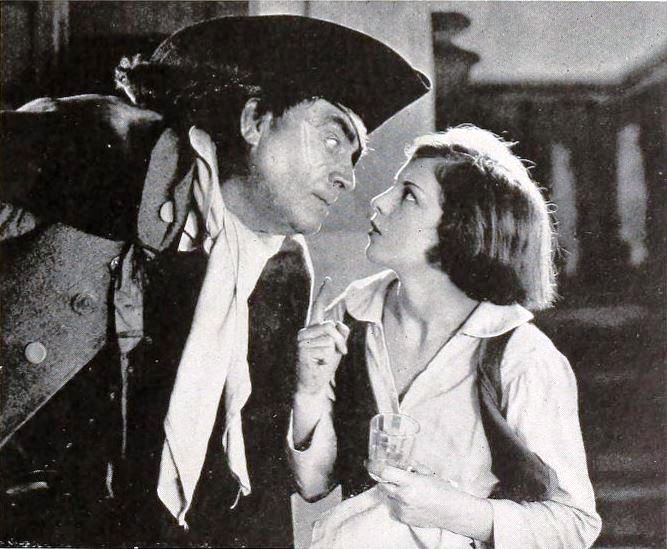
Ogle y Mason.
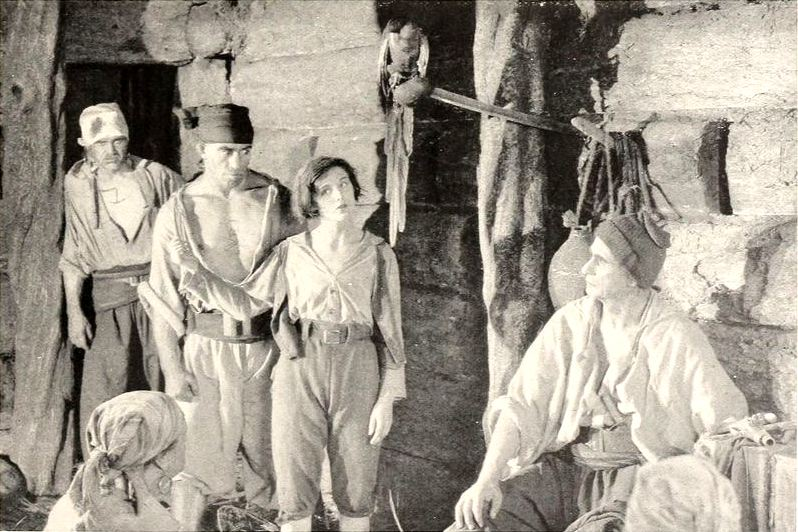
Jim prisionero de la tripulación pirata.
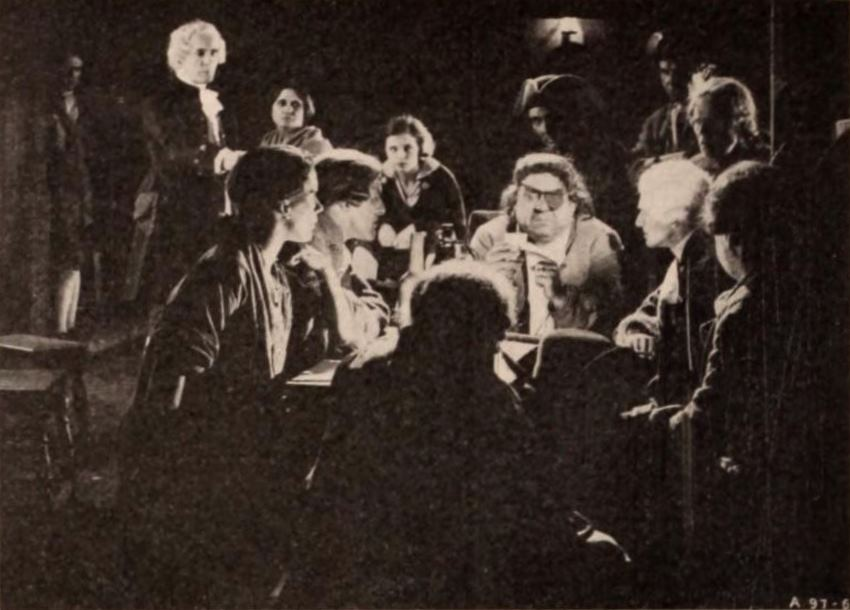
Reunión pirata.